# ألكسندر آرمسترونج
ألكسندر آرمسترونج (بالإنجليزية: Alexander Armstrong)‏ هو مقدم تلفزيوني وممثل بريطاني، ولد في 2 مارس 1970 في المملكة المتحدة.

## أعمال

### أفلام
- (2001) عيد ميلاد فتاة[5][6]
- (2005) نقطة المباراة[7][8]

### مسلسلات
- مغامرات سارة جين

## وصلات خارجية
- ألكسندر آرمسترونج على موقع IMDb (الإنجليزية)
- ألكسندر آرمسترونج على موقع ألو سيني (الفرنسية)
- ألكسندر آرمسترونج على موقع ميوزك برينز (الإنجليزية)
- ألكسندر آرمسترونج على موقع أول موفي (الإنجليزية)
- ألكسندر آرمسترونج على موقع قاعدة بيانات الأفلام السويدية (السويدية)
- ألكسندر آرمسترونج على موقع قاعدة بيانات الفيلم (الإنجليزية)
- ألكسندر آرمسترونج على موقع كينوبويسك (الروسية)